# Piotr Zaborowski (lekarz)
Piotr Zaborowski (ur. 20 lipca 1947 w Poznaniu) – polski profesor nauk medycznych, nauczyciel akademicki i lekarz, specjalista w zakresie interny, gastroenterologii i chorób zakaźnych; w latach 2005–2008 prorektor ds. dydaktyczno-wychowawczych Akademii Medycznej w Warszawie i Warszawskiego Uniwersytetu Medycznego. Obecnie Przewodniczący Rady Programowej Kierunku Lekarskiego Wydziału Nauk Medycznych Uniwersytetu Warmińsko-Mazurskiego w Olsztynie i ordynatorem Kliniki Chorób Wewnętrznych, Gastroenterologii i Hepatologii oraz wykładowca i członek rady naukowej Uniwersytetu Dzieci.
Studia medyczne na Wojskowej Akademii Medycznej w Łodzi ukończył w 1971; tytuł doktora uzyskał w roku 1976, następnie habilitował się w 1979, natomiast tytuł profesora przysługuje mu od 1991 r.
Autor i współautor wielu publikacji, w tym podręczników, z zakresu gastrologii, hepatologii, chorób zakaźnych, prawa medycznego, etyki, filozofii medycyny i historii filozofii medycyny.